# Hazafiak napja

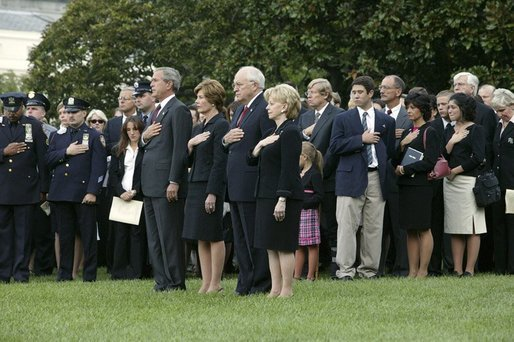
George W. Bush elnök és Dick Cheney alelnök 2004. szeptember 11-én a Fehér Ház udvarán tartott megemlékezésen az áldozatok hozzátartozóival

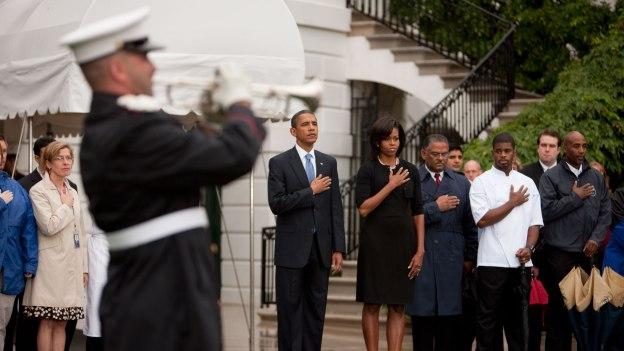
Barack Obama elnök, valamint Michelle Obama first lady megemlékezése 2009. szeptember 11-én a Fehér házban

A hazafiak napját (Patriot Day) minden évben szeptember 11-én ünneplik az Amerikai Egyesült Államokban, mintegy emlékezetül a 2001. szeptember 11-ei terrortámadások során elhunyt 2976 áldozatra. A legtöbben „kilenc-tizenegy” (9/11), vagy „szeptember 11” formában emlegetik a terrortámadás napját.
Az Amerikai Egyesült Államok Képviselőháza 2001. október 25-én 407 igen, és 0 nem szavazattal elfogadta a 71-es határozatot, melyben az elnök javaslata szerint szeptember 11-ét a hazafiak napjának nevezik. George W. Bush 2001. december 18-án törvénybe foglalta a javaslatot. Kezdetben ezt a napot „könyörgés és megemlékezés a 2001. szeptember 11-ei terrortámadások áldozataiért” nevet kapta. 2002. szeptember 4-én Bush elnök megváltoztatta az ünnep nevét hazafiak napjára.
Ezen a napon az elnök utasítása szerint minden amerikai zászlót félárbócra kell ereszteni valamennyi amerikai otthonban, a Fehér Házban, a kormányépületekben, közintézményekben, kül- és belföldön egyaránt; továbbá kér minden amerikait, hogy egyperces néma csenddel emlékezzen a támadások áldozataira, helyi idő szerint 8:46-kor, a World Trade Centert érő első támadás időpontjában.